# سیبری
سیبِری (یا قدیمی‌تر: سیبریه) (به روسی: Сиби́рь) نام سرزمینی بسیار گسترده در بخش آسیایی روسیه است. سیبری تقریباً تمامی ناحیهٔ شمال آسیا را دربر می‌گیرد. این منطقه یک دوازدهم سطح کرهٔ زمین و ۶۰ درصد خاک روسیه را تشکیل می‌دهد. سیبری از رشته‌کوه اورال به سوی شرق امتداد یافته و تا اقیانوس آرام می‌رسد. از سوی شمال به اقیانوس منجمد شمالی و از جنوب به تپه‌های شمال و مرکز قزاقستان و مرزهای مغولستان و چین محدود می‌شود. مساحت جنگل‌های سیبری، ۱۲٬۸۰۰٬۰۰۰ کیلومتر مربع است.
بزرگ‌ترین و پرجمعیت‌ترین شهر سیبری، نووسیبیرسک است. پس از آن امسک و کراسنویارسک به ترتیب پرجمعیت‌ترین شهرهای سیبری هستند. کشاورزی تنها در بخشی از جنوب سیبری رواج دارد و در جنوب غربی آن دانه‌های خوراکی از جمله گندم در قالب کشتزارهای بزرگ کشت می‌شوند.
سکاهای ایرانی‌تبار از ساکنان قدیمی بخش‌هایی از سیبری بودند و در یک گور قدیمی سکایی که در ارتفاع ۱٬۶۰۰ متری در درهٔ اولاکان در پازیریک سیبری قرار دارد قدیمی‌ترین قالی ایرانی، معروف به فرش پازیریک یافته شده است.
نام سیبری از واژهٔ سیبیر در یکی از گویش‌های زبان مغولی گرفته شده و به معنی «سرزمین خفته» است. سیبیر در اصل نام دژی از تاتارها بود که در پیوندگاه رودهای توبول و ایرتیش قرار داشت.

## پیشینه
در سیبری از قدیم اقوام کوچ‌گرد گوناگونی نظیر انتس‌ها، ننتس‌ها، هون‌ها، سکاهای ایرانی‌تبار و اویغورها زندگی می‌کردند. خان سیبیر در نزدیکی شهر امروزی توبولسک از چهره‌های شاخص این مناطق بود. در سال ۶۳۰ او از کوبرات به عنوان خاقان بلغارهای بزرگ کهن پشتیبانی کرد. مغول‌ها بخش بزرگی از این مناطق را در اوایل سدهٔ سیزدهم به تصرف خود درآوردند.
با فروپاشی اردوی زرین، خانات خودگردان سیبیر در اواخر سدهٔ پانزدهم میلادی اعلام موجودیت کرد. یاقوت‌های ترک‌زبان تحت فشار حملات قبایل مغول بین سده‌های ۱۳ تا ۱۵ میلادی از محدودهٔ دریاچهٔ بایکال به سمت شمال کوچیدند. سیبری در دوره‌های تاریخی جمعیت بسیار کمی داشت به‌طوری‌که جان اف. ریچارد، تاریخ‌نگار می‌نویسد: «به احتمال زیاد در اواخر دوران مدرن، سیبری جمعیتی بیش از سیصد هزار نفر نداشته است».

مسیر معروف به مسیر سیبری در سدهٔ هیجدهم (به رنگ سبز) و اوایل سدهٔ نوزدهم (قرمز).

در پایان سدهٔ ۱۵ قبایل تاتار بر سرزمین‌های شرق کوه‌های اورال یا همین سیبری تسلط یافتند. افزایش قدرت روسیه از سوی غرب در سدهٔ شانزدهم باعث تضعیف خانات سیبری شد. در ۱۵۸۲ مردم روس سپاهی تشکیل دادند و همراه با کازاک‌ها تاتارها را شکست دادند. نخست، گروه‌هایی از بازرگانان و کازاک‌ها وارد منطقه شدند و سپس ارتش روسیه فرمان یافت تا برای حفاظت از مهاجران روس که از روسیه اروپایی می‌آمدند هرچه بیشتر به سمت شرق، دژهایی را بنا کند. شهرهای نظیر مانگازیا، تارا، ینی‌سئیسک و توبولسک در این دوره ساخته شدند که در آن میان توبولسک به عنوان مرکز سیبری شناخته شد. بسیاری دلیل فتح سیبری از سوی روسیه برای دستیابی به خزهای گرانبهای آن منطقه می‌دانند.
در این دوره، سیبیر نام دژی در قاشلیق در نزدیکی توبولسک بود. گراردوس مرکاتور در نقشه‌ای که در سال ۱۵۹۵ منتشر کرد نام سیبیر را، هم برای این سکونتگاه و هم برای مناطق مجاور آن در سمت چپ رودخانهٔ اُب به کار برده است. منابع دیگر حکایت می‌کنند که شیبه، از اقوام بومی تونگوزی منطقه، مقاومت سختی در برابر گسترش روس‌ها به آنسوی اورال از خود نشان دادند. برخی گفته‌اند که نام سیبری شکل روسی‌شده نام این قوم است.
تا میانه‌های سدهٔ هفدهم میلادی روسیه مناطق مختلف تحت کنترل خود در سیبری را تا اقیانوس آرام رساند. حدود ۲۳۰ هزار روس تا سال ۱۷۰۹ در سیبری سکونت گزیده بودند. سیبری بعدها از تبعیدگاه‌های عمدهٔ سیاسی در روسیه شد. از زمان امپراتوری پتر یکم (۱۷۲۵-۱۶۷۲) تا زمان فروپاشی شوروی، زندانیان سیاسی و جنایتکاران محکوم به کار اجباری و آنانی که از سوی دولت برای جامعه خطرناک تشخیص داده می‌شدند را به سیبری اعزام می‌کردند.
نخستین تغییر بزرگ در سیبری ساخت راه‌آهن سراسری سیبری بود که بین سال‌های ۱۸۹۱ تا ۱۹۱۶ انجام شد. این خط آهن پیوند سیبری را با روسیه تحت فرمان نیکلای دوم که به سرعت در حال صنعتی شدن بود نزدیک‌تر کرد. بین سال‌های ۱۸۰۱ تا ۱۹۱۴ در حدود نیم میلیون نفر از روسیهٔ اروپایی به سیبری مهاجرت کردند. بین سال‌های ۱۸۵۹ تا ۱۹۱۷ نیز نیم میلیون نفر به خاور دور روسیه مهاجرت کردند. سیبری منابع طبیعی وسیعی دارد و در جریان در سدهٔ بیستم بهره‌برداری از این منابع در مقیاس وسیع آغاز شد و شهرهای صنعتی بسیاری در سراسر این منطقه سر برآوردند.
در سال ۱۹۰۸ بر اثر سقوط یک شهاب‌سنگ در سیبری شمالی، چاهی حفر شد که قطر دهانهٔ آن بیش از ۴۵ متر بود و همهٔ درختانی را که در ۳۰ کیلومتری اطراف محل سقوط بود، از جا کند. این منطقه غیرمسکونی بود. این رویداد به نام رویداد تونگوسکا معروف است.
در دهه‌های اولیهٔ اتحاد شوروی به ویژه از دههٔ ۱۹۳۰ تا دههٔ ۱۹۴۰ شوروی سیستمی از اردوگاه‌های کار اجباری به نام گولاگ را ترتیب داد که جانشین سیستم پیشین یعنی کاتورگا شد. بنابر آمارهایی که بعدها افشا شد از ۱۹۲۹ تا ۱۹۵۳ بیش از ۱۴ میلیون نفر به این اردوگاه‌ها فرستاده شدند که بسیاری از آن‌ها در سیبری واقع بودند. ۷ تا ۸ میلیون نفر دیگر نیز توسط دولت شوروی از خانه و کاشانهٔ خود آواره شده و به مناطق دوردست نظیر سیبری تبعید شدند. در این روند گاه کل یک قوم یا یک ملیت از زادبوم خود اخراج شده به دوردست‌ها تبعید می‌شد.

## جغرافیا
سیبری یک سرزمین صاف و هموار است و بخش بزرگی از آن را دشت‌ها تشکیل داده‌اند. سیبری همچنین سرزمین جنگل‌های انبوه، رودهای پرآب و دشت‌های یخ زده است. زمستان‌های بسیار سرد سیبری و تابستان‌های تقریباً داغ آن باعث شده تا برای سده‌ها جمعیت چندانی در آن زندگی نکند.
سیبری حدود ۷۷٪ از خاک روسیه و ۱۰ درصد از مساحت خشکی‌های کرهٔ زمین را دربرمی‌گیرد. گرچه سیبری به‌طور کامل در قارهٔ آسیا واقع شده است اما بسیاری از نهادها از جمله سازمان ملل در آمارهای خود کشورها را تقسیم نکرده و گاهی تمام روسیه را به عنوان بخشی از اروپا و اروپای شرقی به‌شمار می‌آورند.
| خلــــــیج اُبنوایا زملیادریای کارارود ینی‌سئیرود اب                                                               | شبه‌جزیره تایمیرسِوِرنایا زملیااقیانوس منجمد شمالیفلات سیبری مرکزی ناحیه فدرالی سیبری   | رود لنایاقوتــستاندریای لاپتفجزایر سیبری نومنطقه کولیماکوهستان ورخویانسک   |
| ناحیه فدرالی اورال قزاقستان رود اُب رود ایرتیش کوه‌های آلتای تیان شان سیردریا تکله‌مکان هیمالیا پامیر هندوکش تـــبت | دریاچه بایکال مغولستان بیابان گُبی دشت شمال چین جلگه یانگ‌تسه فــــــــــــــــــــلات | رشته‌کوه استانُووُی منچوری کره ساخالین رود آمور دریای اُخُتسک ژاپن اقیانوس آرام |
| نقشه ناهمواری‌های شمال آسیا                                                                                       |                                                                                      |                                                                            |

ناحیه‌های اصلی سیبری عبارت از دشت غربی سیبری و فلات مرکزی سیبری هستند.
یاقوتستان شرقی و مرکزی رشته‌کوه‌های متعددی را از شمال به جنوب در خود جای داده که مربوط به دوران دوره‌های گوناگون زمین‌شناختی هستند. ارتفاع این کوهستان‌ها تا ۳٬۰۰۰ متر می‌رسد اما بالاتر از چند صد متر تقریباً هیچ گیاهی بر روی آن‌ها نمی‌روید. کوهستان ورخویانسک در دورهٔ پلیستوسن به‌طور وسیع زیر یخچال‌های طبیعی قرار گرفته بود. اما آب و هوا در آن دوره چنان خشک بود که ارتفاعات پایین‌تر از دسترس یخچال‌ها به دور مانده بودند.
در این ارتفاعات پایین‌تر به جز در شمال دور که زمین‌های توندرایی غلبه پیدا می‌کنند دره‌های پرشماری وجود دارند که بسیاری‌شان ژرف و پوشیده از جنگل‌های سیاه‌کاج هستند. زمین‌های سیبری بیشتر از جنس توربل (نوعی از خاک یخی (جلی‌سول)) هستند. به جز در نزدیکی رودخانه‌ها لایهٔ فعال خاک در این زمین‌ها معمولاً عمقی کمتر از یک متر دارند.
بلندترین نقطهٔ سیبری آتشفشان فعال کلیوچفسکایا سوپکا در شبه‌جزیرهٔ کامچاتکا است که قلهٔ آن ۴٬۶۴۹ متر بلندا دارد.
دریاچهٔ بایکال دریاچه‌ای بزرگ با حیات وحشی منحصر به فرد است. خوک آبی آب شیرین تنها در این دریاچه زندگی می‌کند.
| |
| بیابان قطبی توندرا (سرددشت) توندرای کوهستانی تایگا (جنگل برفی) جنگل کوهستانی جنگل‌های پهن‌برگ معتدله استپ (سبزدشت) معتدله استپ خشک |
| رویش گیاهی در سیبری بیشتر از نوع تایگا است که کمربندی از توندرا در کناره‌های شمال آن قرار گرفته و جنگل معتدله‌ای نیز در جنوب آن.   |

سیبری سرزمین جنگل‌های انبوه است. جنگل‌های تایگا که بیشتر از درختان سرو و مخروطیان دیگر تشکیل شده‌اند جنوب سیبری را دربر گرفته‌اند.

## شهرهای اصلی

نقشه پرحمعیت‌ترین شهرهای سیبری.

پرجمعیت‌ترین شهر سیبری و همچنین سومین شهر پرجمعیت روسیه شهر نووسیبیرسک است. نووسیبیرسک امروزی مرکز مهم تجاری، علمی، تولیدی و فرهنگی در بخش آسیایی روسیه است. امسک به عنوان پایتخت موقت روسیه نقش مهمی در جنگ داخلی روسیه ایفا کرد. همچنین در توسعه و اداره آسیای مرکزی نقش داشت. این شهر علاوه بر موقعیت فرهنگی به قطب اصلی پالایش نفت، آموزش، ترابری، و کشاورزی تبدیل شده است.
دیگر شهرهای تاریخی سیبری عبارتند از: توبولسک (اولین پایتخت و تنها کرملین در سیبری)، تومسک (پیش از این یک شهر بازرگانی ثروتمند) و ایرکوتسک (محل پیشین فرماندار کل سیبری شرقی، در نزدیکی دریاچه بایکال).
سایر شهرهای بزرگ عبارتند از: بارنائول، کمروف، کراسنویارسک، نووکوزنتسک، تیومن. تعاریف وسیع‌تری از سیبری جغرافیایی نیز شامل شهرهای چلیابینسک و یکاترینبورگ در اورال، خاباروفسک و ولادی‌وستوکدر خاور دور روسیه و حتی پتروپاول در قزاقستان و هاربین در چین است.

## آب و هوا
سیبری زمستان‌هایی بسیار سرد دارد طوری‌که گاه در زمستان‌ها دمای هوای این منطقه تا ۶۷− درجهٔ سلسیوس نیز می‌رسد و این منطقه به سردترین نقطهٔ مسکونی زمین تبدیل می‌شود. تابستان‌های این منطقه هم نسبتاً داغ هستند. در کل سیبری به عنوان منطقه‌ای سردسیر شناخته می‌شود. مناطق خاصی در شمال و خاور سیبری بسیار سردسیر هستند.
اویمیاکن روستایی واقع شده در طول رودخانه ایندیگیرکا در شمال شرقی جمهوری یاقوتستان با جمعیتی در حدود ۸۰۰ نفر یکی از نامزدها برای عنوان سردترین نقاط دنیا است؛ زیرا در ۲۶ ژانویهٔ ۱۹۲۶ دمای ۷۲- درجهٔ سلسیوس در این نقطه به ثبت رسیده است.
گرم شدن هوا در جهان از همه زودتر در نواحی شمالگان صورت می‌گیرد و به این خاطر یخ دائمی خاک منجمد زمین‌های سیبری در حال آب شدن است. بنا به اطلاع وزارت اوضاع اضطراری روسیه، در استان یاکوتسک ۲۵ درصد خانه‌های قدیمی ویران شده و علت آن آب شدن خاک منجمد است. دولت روسیه برنامهٔ تخلیهٔ افراد ساکن این خانه‌ها را راه‌اندازی کرده است. در بیست سال اخیر خانه‌ها در سیبری برای اینکه زیر آب نروند بر پایه‌های چوبی ساخته می‌شوند.

## جانوران
مهم‌ترین جانوران در سیبری از راستهٔ جفت‌سم‌سانان دو حیوان، یعنی آهوی ختن سیبری و واپیتی منچوری و از راستهٔ گوشت‌خوارسانان خرس قطبی، خرس قهوه‌ای، خرس سیاه آسیایی، ببر سیبری، گرگ، پلنگ آموروگربه وحشی هستند. نوئل سیبری و کاج کوتولهٔ سیبری از درخت‌های اصلی منطقه هستند.
مناطق مختلف ایران، در زمستان، میزبان انواع پرندگان مانند حواصیل، اگرت، اردک و چنگر از مناطق سرد سیبری هستند.

## ذخایر طبیعی
معادن بسیاری در سیبری وجود دارند و بخش عمدهٔ زغال سنگ و طلای روسیه از معادن این منطقه استخراج می‌شوند. جلگه‌های غربی سیبری دارای معادن نفت و گاز طبیعی هستند.

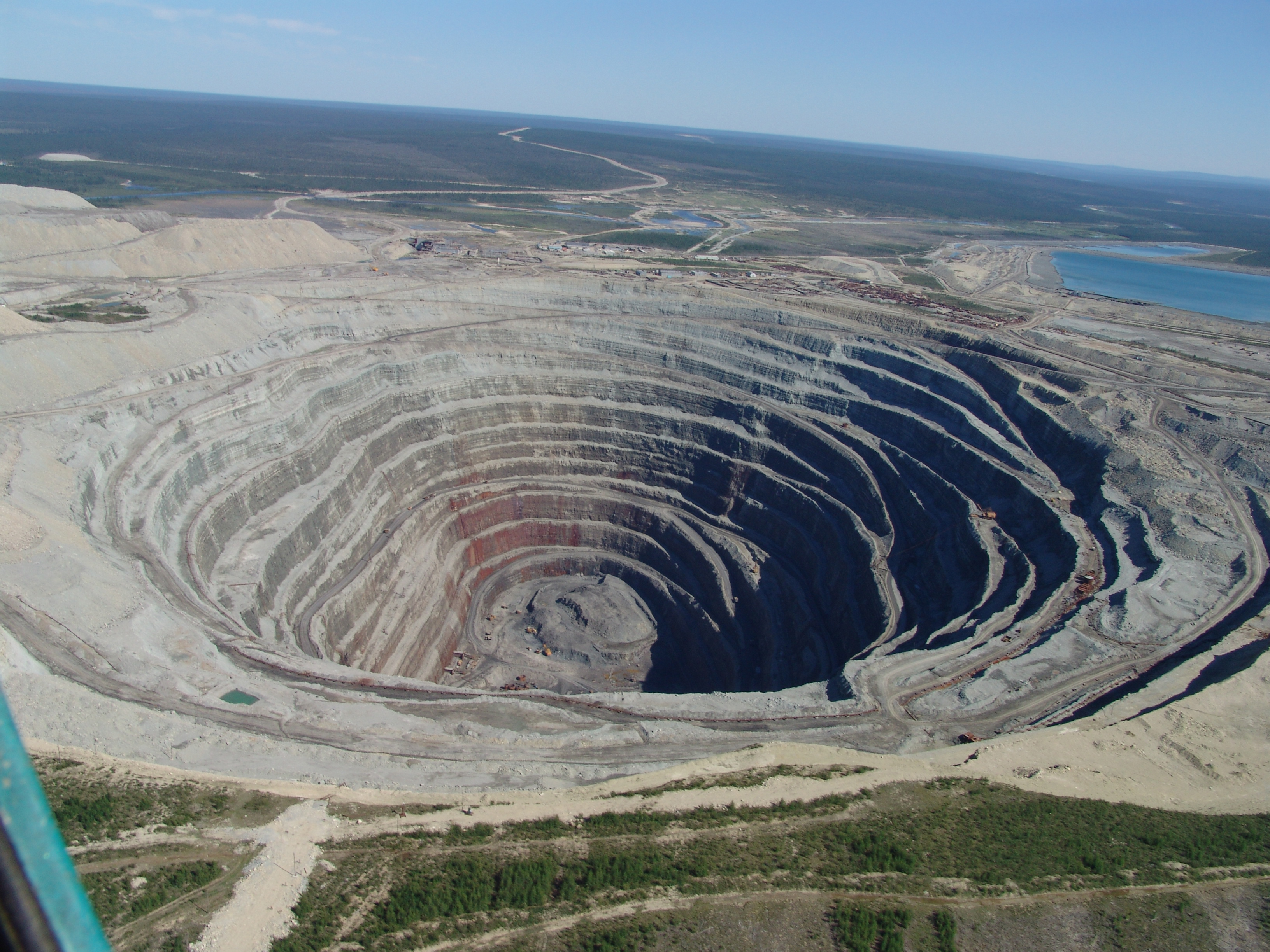
گودال اوداچنایا

تولید نفت از منطقهٔ سیبری از سال ۱۹۷۰ آغاز شده است و میدان‌ها سیبری در آستانهٔ قرار گرفتن در نیمهٔ دوم عمر خود هستند.
در سال ۲۰۱۷ منطقهٔ سیبری غربی با تولید حدود ۶ میلیون و ۴۷۰ هزار بشکه از نفت روسیه، مهم‌ترین منطقهٔ تولیدی این کشور به‌شمار آمد. اما کم‌بازده شدن چاه‌های این منطقهٔ نفتی و سرمای طاقت‌فرسای این منطقه، مسکو را با چالش‌های جدی مواجه کرده است. به‌طوری‌که گفته می‌شود در صورت عدم سرمایه‌گذاری مناسب با این حجم از تولید، تولید از سیبری طی ۱۰ سال پس از آن سال به زیر ۳ میلیون بشکه در روز سقوط می‌کند. روسیه با توجه به منابع عظیم نفت و گاز طبیعی در منطقهٔ سیبری شرقی و خاور دور، شرق را هدف رشد صنعت انرژی خود قرار داده است و سرمایه‌گذاران را به آن سو هدایت می‌کند. با توجه به چنین تغییر جغرافیایی، این کشور خط لوله‌های جدیدی را به سمت چین ایجاد و شمار اکتشاف میدان‌های نفت و گاز خود را افزایش می‌دهد.